# Шавињи (Ен)
Шавињи (фр. Chavigny) насеље је и општина у североисточној Француској у региону Пикардија, у департману Ен (Пикардија) која припада префектури Соасон.
По подацима из 2011. године у општини је живело 146 становника, а густина насељености је износила 27,65 становника/km². Општина се простире на површини од 5,28 km². Налази се на средњој надморској висини од 130 метара (максималној 156 m, а минималној 60 m).

## Демографија
| 1962. | 1968. | 1975. | 1982. | 1990. | 1999. | 2011. |
| ----- | ----- | ----- | ----- | ----- | ----- | ----- |
| 143   | 148   | 133   | 166   | 159   | 153   | 146   |

График промене броја становника у току последњих година